# Steve Jackson (1951)
Steve Jackson (Altrincham, 20 maggio 1951) è un autore di giochi e scrittore britannico.

## Biografia
Nel 1975, fondò, insieme a John Peake e Ian Livingstone la Games Workshop.
Nel 1980 creò con  Livingstone la linea Dimensione avventura (Fighting Fantasy).
È spesso confuso con un altro autore di giochi, lo statunitense Steve Jackson. Lo Steve Jackson americano (l'autore di GURPS) ha anche scritto tre libri per la serie Fighting Fantasy (Scorpion Swamp, Demons of the Deep e Robot Commando), senza che venisse segnalato chi dei due fosse esattamente.